# Arvydas Novikovas
Arvydas Novikovas (* 18. Dezember 1990 in Vilnius) ist ein litauischer Fußballspieler, der seit Juli 2025 beim litauischen Verein Riteriai unter Vertrag steht.

## Karriere

### Vereine
Arvydas Novikovas begann seine Profikarriere – noch keine 17 Jahre alt – beim Zweitligisten Interas-AE Visaginas aus der gleichnamigen Gemeinde im Bezirk Utena im Nordosten Litauens. 
2008 verpflichtete ihn der schottische Erstligist Heart of Midlothian.  Sein Debüt für die Mannschaft aus Edinburgh gab er im letzten Ausscheidungsspiel um die Meisterschaft 2009 beim torlosen Unentschieden im Auswärtsspiel gegen Celtic Glasgow, als er in der 51. Minute für David Templeton eingewechselt wurde. Im Sommer 2010 verlängerte der 19-jährige Nachwuchsstürmer seinen Vertrag um weitere drei Jahre. Während dieser Zeit war er – Leihgeschäft bedingt – für die Saison 2010/11 beim Ligakonkurrenten FC St. Johnstone tätig.
Zur Saison 2013/14 wechselte Novikovas ablösefrei zum Zweitligisten FC Erzgebirge Aue, bei dem er einen bis zum 30. Juni 2016 gültigen Vertrag erhielt. Nach dem Abstieg in die 3. Liga wechselte er zur Saison 2015/16 zum VfL Bochum, bei dem er einen bis zum 30. Juni 2017 laufenden Vertrag unterschrieb.
Mitte Januar 2017 wechselte er zum polnischen Verein Jagiellonia Białystok, wo er einen Vertrag mit einer Laufzeit von drei Jahren unterschrieb. In der ersten Saison bestritt er 15 von 17 möglichen Ligaspielen, in denen er drei Tore schoss, sowie vier Spiele in der Europa-League-Qualifikation. In der nächsten Saison waren es 34 von 37 möglichen Ligaspielen mit neun Toren sowie ein Pokalspiel mit einem Tor. In der Saison 2018/29 bestritt er 31 von 37 Ligaspielen mit wiederum neun Toren, fünf Pokalspielen und vier Europa-League-Qualifikationsspielen.
Ende Juni 2019 wechselte er ligaintern zu Legia Warschau, wo er einen Vertrag bis zum Ende der Saison 2021/22 unterschrieb. Novikovas bestritt dort 17 von 37 möglichen Ligaspielen, in denen er vier Tore schoss. Dazu kamen zwei Pokalspiele und fünf Spiele in der Qualifikation zur Europa League. Nach der Unterbrechung des Spielbetriebes aufgrund der COVID-19-Pandemie wurde er nicht mehr eingesetzt. 
Mitte August 2020 wechselt er nach dem ersten Spiel der neuen Saison, bei dem er nicht eingesetzt wurde, wechselte er zum türkischen Verein Erzurumspor FK, der zu dieser Saison in die Süper Lig, der höchsten Spielklasse, aufgestiegen war. Er stand in der ersten Saison bei 31 von 41 möglichen Ligaspielen, in denen er vier Tore schoss, sowie einem Pokalspiel, für Erzurumspor auf dem Platz. Die Saison endete mit dem Abstieg in die TFF 1. Lig. Dort bestritt er 31 von 40 möglichen Ligaspielen mit neun geschossenen Toren.
Anfang Juni 2022 wechselte er zur neuen Saison 2022/23 zum ebenfalls in der TFF 1. Lig spielenden Verein Samsunspor, wo er einen Vertrag mit einer Laufzeit von zwei Jahren mit der Option der Verlängerung von einem weiteren Jahr unterschrieb. Nachdem er bis Ende Oktober 2022 sieben von zehn möglichen Ligaspielen und ein Pokalspiel bestritten hatte, wurde er vom Verein wegen mangelnder Leistungen suspendiert.
Ende Januar 2023 fand er mit Hapoel Haifa in der Ligat ha’Al, der höchsten israelischen Liga, einen neuen Verein, wo er einen Vertrag bis zum Ende der Saison 2022/23 erhielt. Im August 2023 schloss er sich dem litauischen Verein FK Žalgiris an.

### Nationalmannschaft
Bereits im Alter von 16 Jahren debütierte Novikovas in der U-21-Nationalmannschaft Litauens. Sein Debüt für die A-Nationalmannschaft gab er am 25. Mai 2010, die in Charkiw mit 0:4 gegen die Auswahl der Ukraine unterlag.

## Erfolge
- polnischer Meister: 2019/20 (Legia Warschau)

## Auszeichnungen
- Fußballer des Jahres in Litauen: 2018, 2020, 2021[13]